# Interlandwedstrijd

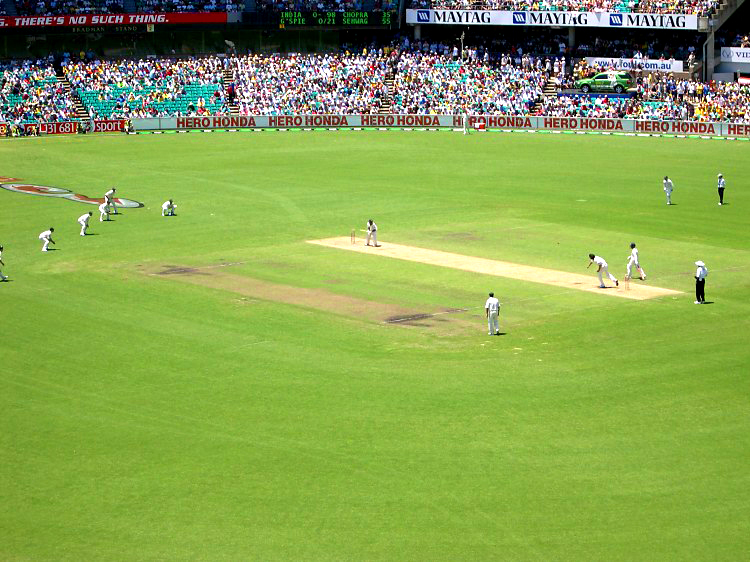
De cricketinterlandwedstrijd Australië-India

Een interlandwedstrijd, ook wel kortweg interland genoemd, is een wedstrijd van een  vertegenwoordigende sportploeg van een land tegen een team van een ander land. Wie daaraan deelneemt wordt een international genoemd.

## Cap
Wanneer een speler van een sportploeg aan een officiële interland deelneemt, krijgt hij een virtuele 'cap' (pet) op zijn naam, voortvloeiend uit de traditie aan spelers in interlandwedstrijden een echte pet uit te reiken. De meeste interlands worden gespeeld in voorronden en eindronden van een officieel internationaal kampioenschap, zoals de wedstrijden in het kader van een Europees kampioenschap, een wereldkampioenschap of de Olympische Spelen. Daarnaast worden er ook oefeninterlands gespeeld, vriendschappelijke wedstrijden tussen deelnemende landenteams ter voorbereiding op deze toernooien. Hierin kunnen teams laten zien of ze er klaar voor zijn.

## Voetbal
De voetballer met de meeste interlands op haar naam is de Amerikaanse speelster Kristine Lilly, met 354 caps. Recordhouder bij de mannen met 207 is Cristiano Ronaldo, die uitkomt voor het Portugese elftal.
Huidig international Jan Vertonghen is met 150 interlands Belgisch recordinternational.

Voormalig middenvelder Wesley Sneijder heeft 134 caps op zijn naam staan voor wat betreft het Nederlandse voetbalelftal. 